# Berat (okres)
Okres Berat (albánsky Rrethi i Beratit) je okres v Albánii. Má 128 000 (2004) obyvatel a rozlohu 915 km². Nachází se v centrální části země, jeho hlavním městem je Berat. Dalšími významnějšími městy v tomto okrese jsou Poliçan a Urë Vajgurore.